# Záchlumí (Tachovi járás)
Záchlumí település Csehországban, Tachovi járásban. Záchlumí Cebiv, Černošín, Stříbro, Kšice és Horní Kozolupy településekkel határos. Lakosainak száma 461 fő (2024. január 1.).

## Népesség
A település lakosságának változását az alábbi diagram mutatja:
| Lakosok száma | 201  | 190  | 190  | 111  | 322  | 421  | 391  | 387  | 419  | 461  |
|               | 1869 | 1890 | 1921 | 1950 | 1980 | 2001 | 2017 | 2019 | 2022 | 2024 |